# Velika Ukrina
Velika Ukrina  je rijeka u Bosni i Hercegovini.
Rijeka Mala Ukrina duga je 52,8 kilometara. Nastaje od više planinskih izvora. Kod lokalitata Gradina spaja se s Malom Ukrinom u rijeku Ukrinu koja se kasnije ulijeva u Savu.